# انحني واختبئ
انحن واختبئ Duck and Cover هو فلم ارشادي اجتماعي للدفاع المدني غالبا ما يساء وصفه على المستوى الشعبي باعتباره بروباغندا.
وقد نشر هذا الفلم على نطاق واسع في الولايات المتحدة الأمريكية في عام 1950 ليصل إلى طلاب المدارس على الرغم من احتوائه على موضوعات الدفاع المدني التي تستهدف البالغين، اذ أنه يعلم الأطفال كيفية التصرف في حال وقوع انفجار نووي.
وقد مولت المؤسسة الفيدرالية للدفاع المدني الفلم الذي تم اطلاقه كانون الثاني عام 1952. وفي هذه الاثناء كان الاتحاد السوفيتي يجري اختبارات نووية في حين ان الولايات المتحدة الأمريكية في خضم الحرب الكورية.
كتب الفلم رايموند موير باخراج انتوني رايزو من إنتاج شركة ارتشر بمشاركة الرواي روبرت ميدلتون وبمساعدة أطفال المدرسة من نيويورك وستوريا.
أصبح هذا الفلم ملكية عامة، اذ انه انتشر على نطاق واسع فهو الآن متوفر على منصة اليوتيوب والاقراص المدمجة. تم اختياره من قبل ناشونال فيلم للتسجيل عام 2004 للحفاظ عليه لأهميته التاريخية والثقافية والجاملية.

## ملخص القصة
يبدأ الفلم بتسلسل متحرك تظهر فيه سلحفاة مجسمة تمشي على الطريق وتقطف زهرة وتشمها.
تبدأ الحان الاغنية
كان هناك سلحف اسمه بيرت
بيرت كلن حذرا جدا
فهو لا يتأذى عندما يشعر بالخطر
كان يعرف ما يفعله
ينحيني
و يتوارى
ينحني
و يتوارى
كان يفعل ما يجب علينا تعلمه جميعا
أنت وأنت وأنت
انحني وتوارى
في اطار هذا الموضوع، تعرَض بيرت إلى هجومٍ من قردٍ يحمل خيطاً مثبتاً عليه عصا للمفرقعات النارية والديناميت. ينحني بيرت ويدخل قوقعته في اللحظة الأخيرة حتى انفجر القرد والشجرة التي كان يجلس عليها ليبقى بيرت سليماً لأنه انحنى واختبأ. ثم ينتق الفيلم إلى مشهدٍ حقيقي يشرح فيه الراوي ميديلتون عما يجب ان يفعله الأطفال عند رؤيتهم لوميض الانفجار النووي. يمضي الفيلم بنصح الأطفال بأن قيامهم بالانحناء والزحف تحت الأدراج واضعين أيديهم على اّذانهم أثناء الانفجار النووي يجعلهم أكثر أمانًا من كونهم واقفين وهذا يوضح تكتيكات النجاة الأساسية للحرب النووية (مقابلة الحائط قد يحمي).
يرجع الفيلم في المشهد الأخير إلى مشهدٍ كرتوني يقوم بيرت (بصوت كارل رتشي) بسؤال مختصر عن كيفية التصرف اثناء الانفجار النوووي فيقوم الأطفال باعطاْ جوابٍ صحيح دون ان يظهروا على الشاشة (دون ان نراهم).

## الهدف من القصة
بعد ان طورت الولايات المتحدة الأسلحة النووية والتي كانت أول عملية تطوير اثناء مشروع منهاتن خلال الحرب العالمية الثانية. قامت الولايات المتحدة باحتكارٍ نووي بدءًا من نهاية الحرب العاليمة الثانية إلى 1949, عندما قام الاتحاد السوفيتي بتفجير أول جهاز نووي. وكان ذلك إشارةً على بداية المرحلة النووية للحرب الباردة. ونتيجة لذلك، كانت استراتيجيات البقاء كانت محسوبة.
كان القطاع العام والخاص لملاجئ فالوت مبنيًا، ولكن الحكومة مازلت ترى بضرورة شرح الأخطار القنابل الذرية ولاحقًا الهيدروجينية للمدنين لتزويدهم بالتدريبات التي تهيئهم للهجهوم النووي.
حملة “Duck and Cover”كانت الحل الامثل لكونها جزءًا أساسيًا بُنيت الملاجئ وانعقدت التمرينات في المدارس والبلداتو عُرض الفيلم على طلاب المدارس.
وفقًا لمكتبة الكونغرس التابعة للولايات المتحدة التي أعلنت عند أهية الفيلم التاريخية وأدرجته في تسجيلات ناشونال فيلم عام 2004 للحفاظ عليه. وقالت: «لقد شاهد هذا الفيلم الملايين ن أطفال المدارس في 1950.»

## الدقة والأهمية
سخر المؤرخون وحكومة نزع السلاح النووي بشكل كبير من أداة الدفاع المدني واستبعدوه لكونه مجرد دعاية. تزعم ايمي ليرتل بأن هدف الفلم الأساسي هو خلق الذعر الأحمر الأمريكي كأداة سياسية لإخافة الأطفال من الإتاحد السوفيتي والشيوعية.
تكمن وراء برامج الأبحاث العلمية المفصلة منشورات ظهرت في الخمسينات والستينات اذ كانت هذه المنشورات التابعة للدفاع المدني للمملكة المتحدة مثيرة للسخرية. إضافة إلى نصيحة استعجال الإحتماء والإختباء. عاد اشعار الإنحناء والإختباء في السنوات الأخيرة بوجود الأدلة العلمية التي تدعمه. في حين ان هذه الإستراتيجية قد تكون غير مفيدة لشخصٍ يقف عند أرض الصفر أثناء الانفجار النووي للسطح فانه ليمكن أن يكون مفيداً للغالبية العظمى من الناس الذين يتمركزون بعيداً عن مركز الإنفجار. يمكن الفرار من النبض الحراري لبعض الأسلحة والشظايا من كل الأسلحة التي تأتي تحديداً من النوافذ المهشمة على اقل تقدير.
ان اسلحة القنبلة الهايدروجينية ذات النتيجة العالية لديها نبضات حرارية تدوم لثوانٍ عديدة. يمكنك أن تتجنب أو أن تقلل من الحروق الشديدة التي قد تتلقاها، من خلال الإسراع بوضع شيءٍ بينك وبين كرة النار اثناء هذه الثواني العصيبة. اما بالنسبة للأشخاص الذين ليسوا عند أرض الصفر فانه سيكون هناك تأخراً زمانياً موجزاً بين الوميض وموجة الإنفجار مثل التأخر الزمني الذي يكون بين البرق والرعد فتكون هذه الفترة مهمة للإنحناء والإختباء. سيؤدي هذا الإنفجار إلى تحطم النوافذ الغير اّمنة، فيتحول الزجاج إلى قنابلٍ من الشظيا محدثةً انفجاراً اّخر ينجم عنه اصابات.
و لتسليط الضوء على النتيجة الفارقة التي قد يحدثها البقاء داخل المباني فان اكيكو تاكاكورا قد نجت من التاثيرات الناجمة عن القنبلة الننوية 16 kt بمسافة تقدر 300 متر عن مركز الإنفجار على الرغم من تجاوز الإشعاع القاتل ومنطقة الإنفجار لموقعها في هيروشيما اذ انها كانت بالردهة في بنك اليابان. أصيبت اكيكو بجروح طفيفة لأن المبنى الذي كانت فيه مصنوع من الإسمنت. وفي مقابل ذلك، أصيب رجل مجهول بحروق من الدرجة الثالثة ومات بغضون ثانيتين بسبب الإنفجار. فقد كان يجلس في العراء على بضع خطواتٍ من بنك سوماميتو بجانب بنك اليابان. يُنصح بحماية رأسك باستخدام ما هو متوفر مثل غطاء النزهة أو جريدة كالتي استخدمتها العائلة التي ظهرت في الفلم. قد يبدو هذا جنونياً مقارنة بما قد تفعله الأسلحة النووية ولكن الحاجز الرفيع مثل القماش قد يقلل من الحروق التي قد تصيب الجلد جراء الإشعاع الحراري، وهو عبارة عن الأشعة الضوئية الموجودة في الأشعة فوق البنفسجية والمرئية والأشعة تحت الحمراء. هذا المزيج من الأشعة الضوئية قد يبعث طاقة حرارية حارقة لمناطق الجلد المكشوفة. اختبر أشخاص هذه الطاقة الحرارية الحارقة لبضع ثوانٍ بعد الإنفجار.
أّلتقطت صورة على بعد 1,3 كيلو متر من مركز انفجار قنبلة هيرويشيما ظهرت فيها ان الأوراق التي كانت بالقرب من الشجيرة قد حمت عامود الهاتف الخشبي ن التفحم الناتج عن الإشعاع الحراري، بينما أعمدة الهواتف التي لم تكن تحت حماية الأوراق فقد تفحمت تقريباً. قد يصل انفجار الإشعاع المؤين اعتماداً على النتيجة والمسافة إلى موقع المراقب تاركًا اياه بلا وقتٍ للإختباء من الإنفجار النووي. ولكن بعد ذلك تعمل جزيئات كرة النار الهوائية على امتصاص وانبعاث الإشعاع عند درجة منخفضة من الموجات، لذلك الإشعاع الأيوني الضار قد يستمر لدقيقة خلال الوقت الذي يكون فيه الإنفجار والإختباء طريقة للحد من التعرض للإنفجار.
إلى جانب الاعتقاد الخاطئ بأن جميع الأسلحة النووية قد ارتفعت إلى مستويات قنبلة القيصر ذات الخمسين ميجا طن، خلافاً لحقيقة انه كلما كانت الفاعلية العسكرية والأسلحة النووية المتعددة تماثلW76 والصاروخ الروسي (Bulava) والذي هو عبارة عن حصيلة مئة إلى مئتي كيلو طن تقريبًا. تتسلح أساطيل الغواصات الأمريكية والبريطانية والروسية بتلك المعدات المتفجرة، لذلك فانه من المتوقع أن تتعرض للواطنين.
وان اسلوب الإختباء والإنحناء الإنتقاد الشائع وسوء الفهم بسبب تأثيرات سرعة تأيين الإشعاع والتي ستقتل على الرغم ن الإختباء والإنحناء والإجراءات الوقائية المُتخذة، الا ان هذا بالمجمل غير صحيح عندما ينفجر سلاح النووي أكثر قوة من 10 إلى 30 كيلو طن.
وأيضاً في حال إذا كان الشخص في الداخل فان الأشعة الممتصة ليست مهددة للحياة ومثالًا على ذلك فانه على الرغم من ان الفلم لم يُصنع في زمن مجموعة أسلحة المليون طن. خطر تأثيرات الإشعاع الأيوني بين حدود قطر الدائرة بين 2 إلى 3كيلومتر من أرض الصفر خلال الإنفجار الهوائي بحصيلة واحد ميغا طن للأشخاص الذين لم يتخذوا الإجراءات الوقائية، ولكن فترة الإنفجار تكون قاتلة لخمسين بالمئة من الأشخاص هي 7.5 كيلومتر والتأثيرات الحرارية التي تكون فتاكة ل50 بالمئة من الأشخاص تكون بحدود 11كيلومتر من أرض الصفر.
بطبيعة الحال، فان نسبة الوفاة تكون كاسحة لن كان في العراء خلال الضغط الناجم عن الإنفجار العنيف قبل ان تبدأ قوة الإشعاع المرضية وذلك ضمن حدود 3 كيلومترمن انفجار هوائي بمليون طن. ولكن البقاء خارج قطر 3 كيلومتر من أرض الصفر من سلاح ميغاطني فان الانحناء والاختباء قد يزيد بشكل كبير من فرصة النجاة. اذ ان فترة الإشعاع الخطيرة تكون قريبة من الصفر. اما إذا كان هذا ن ناحية الانفجار نفسه فان احتمالية النجاة الوفاة هي 50 بالمئة وذلك بحدود 7.5 كيلومتر و 11 كيلومتر من التأثيرات الحرارية.
إذا تعرض اح بالصدفة إلى انفجار نفس السلاح الميغاطني ولكنه اختباو احتى خلال ثانيتين من رؤية الوميض فانه قد تجنب الاحتراق الكامل من الانفجار الميغاطني للطاقة الحرارية. وبدلًا من ذلك فان 55 بالمئة من الانفجار الكلي لطاقة الوميض الحراري قد تم امتصاصه خلال ثانيتين. وفي هذا المثال فان 45 بالمئة من نسبة امتصاص الحرارة قد تم تجربتها بالانحناء والاختباء. نطاق المتوسط الحراري القاتل من السلاح الميغاطني يمكن ان نصفه بشكل ادق على انه يساوي امتصاص طاقة الوميض من سلاح 0.55mt أو 550kt إذا اختبأ الشخص وانحنى في ثانيتين.
فيما يلي فان فرصة النجاة عند 11 كيلومتر تكون من النسبة السابقة للموت و 50 بالمءة إذا كانوا يقفون محدقين باتجاه كرة النار الميغاطنية التي تبعث طاقة فوق العشرات من الثواني إلى حروق شمسٍ بسيطة أو حروق من الدرجة الأولى في حال إذا كان الجلد مكشوفًا. كون 50 بالمئة ن النطاف الحراري القاتل يساوي انفجار kt 550 50 بالمئة من القطر الحراري الفتاك بأتي من 11 كيلومتر دون انحناء أو اختباء إلى 7 كيلومتر مع سرعة الانحناء والاختباء خلال ثانيتين. يمكن التفكير بالانتقال بين المشهدين: الأول يكون فيه اغلبية الناس في العراء ينظرون إلى الكرة النارية خارج قطر11 كيلومتر قد ماتوا بسبب الحروق التي من الدرجة الثالثة والثاني هو قيام هؤلاء الناس بالانحناء والاختباء على بعد 7 كيلومتر إلى 11 كيلومتر وذلك يكونون قد حافظوا على حيانهم.
بشكل عام فان الحروق من الدرجة الأولى والثانية تكون غير مهددة للحياة اعتمادًا على مسافة الانفجار.و أخيرًا فان الحدود الخطرة مفي الروم البيانية المعطاة وعند النقاش في حدود التأثيرات التي قد تسببها الانفجارات النووية يجب ان تبقي في ذهنك ان ما قُدم من الأسلحة الأكثر بؤسا تءثر على الحدود بحيث ان قوانين الجداول والرسوم البيانية مشتقة من أرض ملساء مسطحة، لا تحتوي على ناطحات سحاب أو اشياء أخرى قد تخفف من الانفجار أو ان تزود ظلالًا من التأثيرات الحرارية. يؤدي إضافة الطبوغرافية الارضة الموجودة في العالم الحقيقي في الاسلحة النووية المؤثرة إلى انخفاض الحدود الخطرة بشكل ملحوظ.
بالنسبة إلى كتاب هيروشيما 1946 فان الايام التي كانت بين قنبلتي هيروشيما وناغازاكيفي النووية في اليابان، ذهب شرطي إلى ناغازاكي لتعليم الشرطة الانحناء بعد الوميض النووي ونتيجة لذلك التحذير الذي جاء في الوقت المناسب فانه لم يمت أي شرطي في بداية الانفجار مما سمح لرجال الشرطة في ناغازاكي بتنظيم جهود الإغاثة أكثر من هيروشيما. للأسف لم يتم تحذير العامة من خطر الامفجار المترتب على هذا الوميض الننوي لان طبيعة القنبلة غيرمعروفة. الكثير في هيروشيما وناغازاكي قد ماتوا اثماؤء البحث عن سبب هذا الوميض الذي ظهر في السماء.
أيدت الدراسات التحليلية الحديثة الفكرة العامة للإحتماء داخل المباني ردًا على الانفجار النووي بشكلٍ كبير. البقاء في الداخل قد يوفر الحماية من الانفجار المبدأي والغبار الذري الاشعاعي الي يتراكم خلال الانفجار، إضافة إلى ان هذا قد يترك الطرقات خالية لعبور سيارات الإسعاف.
سمي هذا البروتوكول بالماجأ في الموقع ونصيحة اخلاء الطوارئ فكلتا العمليتين تعتبران تدابير مضادة عندما تكون التأثيرات النووية غير مهددة للحياة وو الحاجة إلى ملجا يحمي من التعرض الي تداعيات السلاح النووي الناتجة عن الانفجار النووي أصبح مقلقًا.

## المحتوى التاريخي
انهى الاتحاد السوفيتي احتكار الولايات المتحدة غلى الاسلحة النووية عام 1949 عندما تم اختيار أول عملية انفجار نووي وبذلك فان الحكومة الأمريكية والشعب رأوا ان الأمة اضعف من سابق عهدها. أصبحت تدريبات الانحناء والاختباء جزء من تمارين الدفاع المدني التي يقوم بها المواطنون الأمريكيون الكبار والصغار استعدادًا للحرب النووية. بدأ تعليم الامركيين على الاستعداد النووي عام 1950 خلال الضغط الأول للدفاع المدني في الحرب الباردة والتزامن مع انذار أمريكا!
نُشر كتيب موجه للكبار بعنوان «البقاء تحت الهجوم الذري» الذي يتضمن الانحناء والاختباء أو بشكل ادق، نصيحة الانحناء والاختباء من غير استخدام تامصطلحات الموجودة في قسم «ستة اسرار للنجاة من القنبلة الذرية» وهي: احتمي وانبطح على الأرض وادفن وجهك بين ذراعيك. أنتجت إدارة الدفاع المدني القيدرالي نسخة للاطفال وهي عبارة عن فيلم باسم "Duck and Cover" عام 1951.
شرعت الجهود التعليمية المتعلقة بتأثير الاسلحة النووية في الولايلت المتحدة بالبدء والتوقف نظرًا إلى البدائل المتنافسة. في الخمسينات تطلعت لعبة الحرب للولايات المتحدة إلى تصاعد المستويات المختلفة للحرب والاذار والهجمات المانعة في اواخر الخمسينات وبداية الستينات وقدرت بأنه كمان من الممكن انقاذ 27 مليون أمريكي تقريبًا من خلال التعليم الموجود في الدفاع المدني. وفي ذلك الوقت كان يُنظر لتكلفة برنامج الدفاع المدني الشامل (CBA) على انه اقل كفاءة من نظام (Nike Zeus) لدفاع الصواريخ البالستية اذ انه كان من المتوقع ان يقوم عدو السوفيت بزيادة المخزون النووي باسرع وقت ممكن. قد تدخل فعالية كلاهما مسار تناثص العوائد.عندما أصبحت الامور واضحة بالنسبة للكتلفة ومحدودية نظام نايك زوس، قرر رئيس قسم الدفاع مرة أخرى في مطلع الستينات بأن ملاجئ الغبار الذري قد تحمي المزيد من الامريكين وبتكلفة اقل.
أنتجت مؤسسة الدفاع المدني الفدرالية فيلم Duck and cover عام 1951 خلال ذروة الحرب الكورية (1950-1953) تزامنا مع أول تدريبات ديزيرت روك في صحراء نيفادا التي كانت مخصصة لتدريب الجيش الأمريكي على خوض معارك الأسلحة النووية. وكان هناك تخوف من أن تحسم الحرب الكورية فتحتاج أمريكة إلى مسرح من العمليات لأول توسع عبر الحدود إلى جمهورية الصين الشعبية والحاجة إلى أسلحة نووية لذلك.
أُنتج الفلم قبل سنة على الاقل من أول قنبلة هايدروجينية أو مجموعة الاداة المتفجرة الميغاطنية التي اتضحت انها ممكنة مع اختبار قذف Ivy Mike في 1952. وأعطيت قنبلة ار دي اس -37 1.6 ميغاطن في الثانية والعشرين من نوفمبر قبل اربع سنوات من أول قنبلة هايدروجينية حقيقية تابعة للاتحاد السوفيتي. في عام 1957، قبل انطلاق الصاروخ الروسي البالستي العابر للقارات والذي يطلق عليه ار-7 وحتى هذا الحين فان القنابل الاستراتيجية ام تكن ضمن الانظمة النووية الثلاثية الاستراتيجية في الزمن الحديث. ولكن نظام تسليم السلاح النووي العابر للقارات هو الوحيد القادر على الوصول إلى الولايات المتحدة من الاتحاد السوفيتي والعكس صحيح. أصبح تأثير حرب القوة المضادة مع الاسلحة ممكنا قبل التطورات في تحديد الذخيرة الموجهة وتصغير الصفقات الفيزيائية وكان تفجير المدينة أو استهداف القيم المضادة اشبه بسيناريو حرب نووية.
وجود طاقات استثنائية لا يعطي نتيجة عن خسارة قنبلة لأن الادوار المستخدمة درجة الدقة فيها قليلة ومثلا على ذلك: تدمير مساحات خلفية للقواعد العسكرية أو حامملات الطائرات أو موجات هجومية بشرية شيوعية أو حقول مناجم ضخمة في أرض الحرب التي تصاعدت فيها الحرب الكورية أو منطقة اشعاعية ممنوعة أستخدمت سلفًا للهجوم الامامي على أمل احداث العمى لقوات العدو.
عمليًا فان استخدامات الوات المضادة الأخرى في المزادات الاكترونية للاسلحة النووية قد يكون غير فعال بسبب: العوامل الجوية وانشقاع القوة وضعف دقة الذخيرة وحزمات الاسلحة النووية الفيزيائية والغير عملية مما يجعلهم غير مؤهلين لساحة المعركة المتنقلة. وبالتالي فان المقاتلين الذين توصلوا إلى التفكير بأن التبادلات النووية قد تغير من الاسلحة النووية حول الاهداف المستقرة والهامة ثل الحرب التي تحمي اساسيات المدن. قُدر الآن جصول الاتحاد السوفيتي على أكثر من خمسين ذخيرة نووية في مستودع الاسلحة النووية ليس بعد 1957. كان من المخطط ان يتم اسقاط كل الذخائر تقريبًا جويًا غن طريق طائرتي M-4 و T-4 كأسلحة نووية استراتيجة على الولايات المتحدة ومدن أوروبا الغربية NATO. اذ ان الاعداد الهائلة من الاسلحة النووية التكتيكية قد بدات بملئ الذخائر السوفيتية بشكل خطر في السبعينات وما بعدها.

## ظهورها في وسائل اعلام أخرى
ظهرت مقاطع من فلم Duck and cover في فلم وثائقي ساخر اسمه The atomic cafe وكلاهما دخل في ناشونال فلم ريجيستري. تضم أغنية “Christmas at ground zero” في فيديو "weird A " 1980 مقاطع من الفلم خصوصا في الفاصل الغنائي الذي ظهر فبه بيرت السلحفاة تزامنا مع كلماتI’ll duck and cover و my yuletide lover .
تضم أغنية Game without frontiers في فيديو لبيتر غابرييل مقاطع من الفلم في نهاية الاغنية.
The iron giant وهو فلم من تحريك ورنر بروز عام 1937 الذي ظهرت فيه ملامح فلم فلم رقابة اجتماعية بعنوان «الهولوكوست الذرية» من حيث الاسلوب والطريقة الساخرة للفلم، وفي لجظة أخرى من انتهاء الفلم ظهرت شخصية كينت مانسلي الشريرة وهو يدعو الناس اللى الاختباء والانحناء كردة فعل على انطلاق صاروخ نووي بعيد عن الشاطئ من قبل USS nautilus على الرغم من ادهاء رجال بالغين ان هذا التصرف لن يجدي نفعا بهدف اقناع البطل الشاب والمارة بعد الذهاب إلى الملجأ.

## وصلات خارجية
- انحني واختبئ على موقع IMDb (الإنجليزية)
- انحني واختبئ على موقع قاعدة بيانات الفيلم (الإنجليزية)
- انحني واختبئ على موقع ليتربوكسد (الإنجليزية)
- انحني واختبئ على موقع كينوبويسك (الروسية)